# Sigaarzakdrager
De sigaarzakdrager (Taleporia tubulosa) is een vlinder uit de familie zakjesdragers (Psychidae). De spanwijdte van de mannetjes bedraagt tussen de 15 en 19 millimeter. De vrouwtjes hebben geen vleugels. De vleugels van het mannetje zijn grijzigbruin en zien er vaak rafelig uit.
De vliegtijd is mei en juni. De rupsen leven van korstmossen uit het geslacht Parmelia. De rupsen leven in een zelf gemaakte gladde zak van bijvoorbeeld mos of boomschors die meestal aan een boomstam is bevestigd.